# Université de Portland
L'université de Portland (en anglais : University of Portland) est une université catholique privée américaine située à Portland dans l'État de l'Oregon aux États-Unis. Elle est affiliée à la congrégation de Sainte-Croix et jumelée à l'université Notre-Dame. 
Fondé en 1901, l'établissement compte à l'automne 2019 environ 4 200 étudiants.